# Urziceni
Urziceni – miasto w Rumunii, w okręgu Jałomica. Liczy 17 tys. mieszkańców (2002).
W sezonie 2008/2009 klub piłkarski Unirea Urziceni zdobył mistrzostwo Rumunii w piłce nożnej.

## Galeria

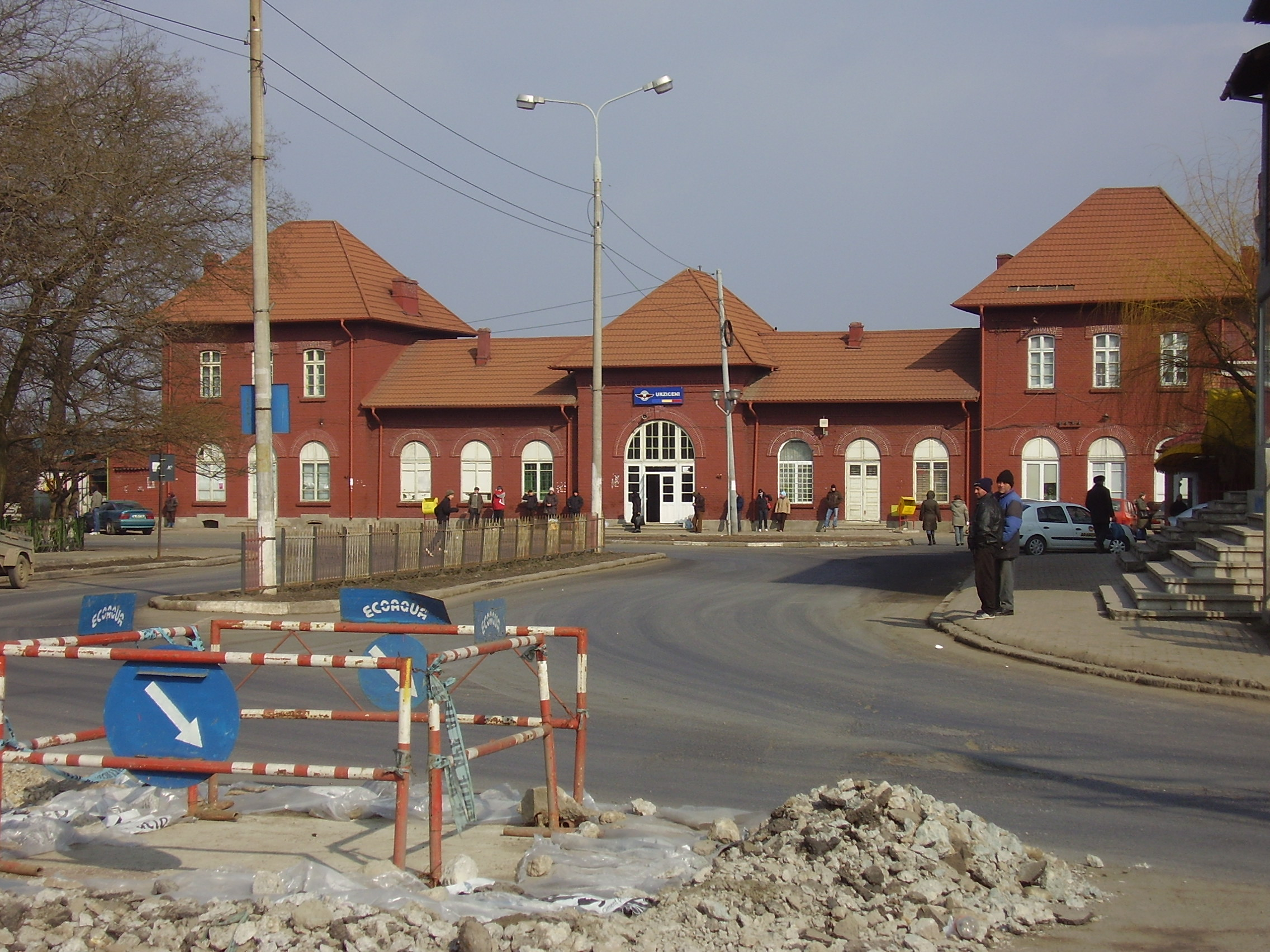
Dworzec kolejowy w Urziceni
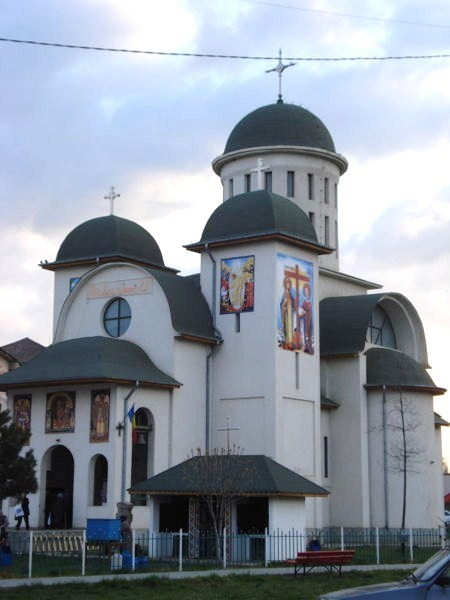
Cerkiew w Urziceni